# Luck and strange
Luck and strange is het vijfde studioalbum van gitarist David Gilmour als soloartiest. Gilmour, in het verleden bekend als gitarist van Pink Floyd, brengt onregelmatig nieuw (en oud) werk uit.   

## Inleiding
Inspiratie voor het album werd opgedaan tijdens de lockdowns tijdens de coronapandemie. De familie Gilmour verzorgde toen livestreams met muziek. Hij zag daarin een mogelijkheid meer afstand te nemen van de muziek die hij in het verleden maakte. Opnamen vonden her en der plaats, waaronder in de British Grove House van collega-gitarist Mark Knopfler. De muziekproducent aldaar Chris Andrew daagde hem uit nieuwe paden te bewandelen. Andrew werd, aldus Gilmour, niet geplaagd door of gebonden aan het verleden van Gilmour. Andrew zelf wilde geen herhaling van zetten door te veel te kijken naar werk van Pink Floyd en Gilmour als soloartiest. Gilmour kwam toch niet helemaal los van het verleden. In het nummer Luck and strange is Pink Floyd toetsenist Richard Wright te horen; de opnamen van dat nummer gaan terug naar 2007 toen beide heren op Gilmours boerderij aan het werk waren. Wright overleed het jaar daarop.
Wel nieuw is dat Gilmour op zijn album een cover speelt. Hij maakte een nieuwe interpretatie van het nummer Between two points van Montgolfier Brothers.    
Het album heeft een Nederlands tintje; het hoesontwerp komt van Anton Corbijn. Het album werd vijf maanden voor uitgifte aangekondigd.

## Musici
Het album kan gezien worden als een familiealbum; zowel Gilmours levensgezel Polly Samson (teksten over oude worden en sterfelijkheid) als Gilmours kinderen deden mee aan dit album:
- David Gilmour – gitaar (alle tracks), piano (track 1), lead zang (2-4, 7-9), ukulele (3), Höfner bas (3, 8), Farfisaorgel (3), achtergrondzang (2-4, 6-8) toetsinstrumenten (6, 9), hammondorgel (7),  basgitaar (9), Lesliepiano (9) en Cümbüş (8)
- Richard Wright – elektrische piano (2), hammondorgel (2)
- Romany Gilmour – leadzang (6), achtergrondzang (2-4, 6-8), harp (5, 6)
- Gabriel Gilmour – achtergrondzang (3, 4)
- Rob Gentry – synthesizer (1-4, 6, 9), toetsen (3, 6, 8, 9), piano (4, 6, 8, 9), orgel (7)
- Roger Eno – piano (1,9)
- Guy Pratt – basgitaar (2, 3, 8-9)
- Adam Betts – percussie (2, 4, 6-9), djembe (3) en drumstel (4)
- Steve DiStanislao – drumstel (2)
- Steve Gadd – drumstel (3, 6-9)
- Tom Herbert – basgitaar (4)
- Charley Webb, Hattie Webb, Louise Marshall – achtergrondzang
- koor Ely Cathedral onder leiding van en begeleid door Edmund Aldous
- Angel Studio koor en orkest onder leiding van Will Gardner
- Will Gardner, Kate Huggett- aanvullende zang (3, 4)

## Muziek
| Nr. | Titel                                                     | Duur |
| --- | --------------------------------------------------------- | ---- |
| 1.  | Black cat (M: Gilmour )                                   | 1:16 |
| 2.  | Luck and strange (M: Gilmour, T:Samson)                   | 6:54 |
| 3.  | The piper’s call (M: Gilmour, T:Samson)                   | 5:15 |
| 4.  | A single spark (M: Gilmour, T:Samson)                     | 6:02 |
| 5.  | Vita Brevis (M: Gilmour)                                  | 0:46 |
| 6.  | Between two points (M: Mark Tranmer, T: Roger Quigley)    | 5:46 |
| 7.  | Dark and velvet night (M: Gilmour, T:Samson)              | 4:41 |
| 8.  | Sings (M: Gilmour, T:Samson)                              | 5:15 |
| 9.  | Scattered (M: Gilmour, T: David Gilmour, Charley Gilmour) |      |

## Nasleep
Bij de release van het album vertelde Gilmour dat Luck and strange zijn beste werk is sinds zijn bijdrage aan The Dark Side of the Moon (1973). Alhoewel Gilmour al jarenlang een teruggetrokken bestaan leidde als gitarist, waren fans hem niet vergeten. In Canada, de Verenigde Staten, Japan en de landen binnen de Europese Unie wist het album een plaats te veroveren in de albumlijsten met niet zelden een eerste plaats (onder andere Nederland en België). Gilmour ging ter promotie op tournee. Hij trad eenentwintig keer op in slechts zes zalen (meerdere avonden in dezelfde zaal).